# Daniel Thomas Egerton
Daniel Thomas Egerton (1797 – 27 de abril de 1842), fue un paisajista británico.
Egerton fue uno de los miembros originales de la Sociedad de Artistas británicos, donde exhibió sus obras durante los años 1824 a 1829, y de 1838 a 1840.
Pasó la parte final de su vida en México, y publicó Egerton's Views in Mexico, una carpeta de litografías descritas en el subtítulo como "Serie de doce platos coloridos ejecutados por sí mismo de sus dibujos originales, acompañados con una corta descripción".
En tales cuadros hay excedencias y caprichos de colorido; si se ven excesos en lo que respecta a la arquitectura, no debemos de perder, en tales vistas, el valor histórico de las mismas. Es el mismo valor que haya en la plaza San Diego, en la litografía de San Agustín de las Cuevas y del  Valle de México. 
Más bellezas tienen, en cuanto a la línea y el color de las vistas de Guadalajara, Veracruz y los Volcanes; aunque es posible advertir que la luminosidad daña al artista; el mismo trata de disculparse por los abusos de la luz; ¿pero por qué? No, los efectos del sol a través de una purísima atmósfera dan mayor encanto a la pintura, Daniel Thomas, especialmente en la escena de los Volcanes, hace colores y no copia a colores; y eso es un mérito artístico, aunque un poco incompatible con los cánones de la época. [Juicio de la fuente.]
Después de abandonar a su familia en Inglaterra, Egerton regresó a México en 1841 con Alice Edwards, la hija adolescente de otro pintor británico. El 27 de abril de 1842, él y su esposa embarazada fueron asesinados en el pueblo de Tacubaya (en la Ciudad de México), donde alquilaban una casa. Egerton solía llevar grandes cantidades de dinero y ambos llevaban joyas; el asesinato fue atribuido a un robo. La diplomacia británica presionó para solucionar el delito y se arrestó a tres ladrones; dos de ellos fueron colgados y uno escapó de prisión. Ha habido especulaciones de que Egerton estaba involucrado en ventas fraudulentas en Texas, de que tenía vínculos con órdenes masónicas o de que un amante desconocido de Alicia estuvo detrás del asesinato.
Una pintura del Barranco del Desierto (El Valle de México) fue vendida en Nueva York en 2007 por $384,000.
Su pintura El Valle de México (1837) está en el Fondo de arte del Gobierno británico.